# Lomatia alecto
Lomatia alecto är en tvåvingeart som beskrevs av Friedrich Hermann Loew 1846. Lomatia alecto ingår i släktet Lomatia och familjen svävflugor. Inga underarter finns listade i Catalogue of Life.